# 品紅

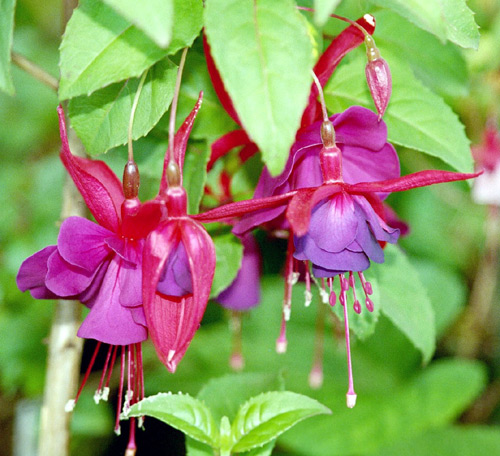
品红色的花朵

品紅色（英語：Fuchsia，/ˈfjuːʃə/, FEW-shə）是一種鮮豔帶粉紅的紫色，介於紫色和紅色之間的颜色。
品紅色最初是作為一種名為品紅的新型苯胺染料的顏色而引入的，法國化學家François-Emmanuel Verguin於1859年獲得了專利。同年晚些時候，該染料更名為洋紅色（Magenta），以慶祝法國軍隊於1859年6月4日在意大利同名城市（马真塔）附近的馬真塔戰役中取得勝利。
1892年，品紅色第一次作為英文顏色名稱來記錄使用。